# مالکوم ریفکیند
مالکوم ریفکایند (انگلیسی: Malcolm Rifkind؛ زادهٔ ۲۱ ژوئن ۱۹۴۶) یک سیاست‌مدار اهل بریتانیا است.